# Ołeksij Hałkin
Ołeksij Semenowycz Hałkin, ukr. Олексій Семенович Галкін, ros. Алексей Семёнович Галкин, Aleksiej Siemionowicz Gałkin (ur. 9 września?/21 września 1866 w Kijowie, zm. 3 marca 1942 w Astrachaniu) – ukraiński i rosyjski wojskowy (generał pułkownik), minister wojny Ukraińskiej Republiki Ludowej, emigrant.

## Życiorys
W 1885 roku ukończył korpus kadetów w Kijowie, zaś w 1887 roku Konstantynowską Szkołę Wojskową. Służył w stopniu podporucznika w lejbgwardii Pułku Wołyńskiego. W 1891 roku awansował do stopnia porucznika. W 1893 roku ukończył Nikołajewską Akademię Sztabu Generalnego. W stopniu sztabskapitana, a wkrótce kapitana służył w sztabie Warszawskiego Okręgu Wojskowego. W 1894 roku objął funkcję starszego adiutanta sztabu 17 Dywizji Piechoty. Od 1896 roku dowodził kompanią 69 Riazańskiego Pułku Piechoty. Od 1897 roku pełnił funkcję oberoficera do specjalnych poruczeń przy sztabie XIV Korpusu Armijnego. W 1899 roku w stopniu podpułkownika został oficerem sztabowym do specjalnych poruczeń przy sztabie warszawskiego okręgu wojskowego. Od 1901 roku dowodził batalionem 2 Zegrzeskiego Pułku Fortecznego. Od 1902 roku był oficerem sztabowym przy sztabie 2 Brygady Strzeleckiej. W 1903 roku mianowano go pułkownikiem. W 1904 roku został oficerem sztabowym przy sztabie 47 Rezerwowej Brygady Piechoty. W 1905 roku objął dowództwo 40 Koływańskiego Pułku Piechoty. W 1910 roku w stopniu generała majora objął funkcję dyżurnego generała sztabowego warszawskiego okręgu wojskowego. 
Brał udział w I wojnie światowej. Był dyżurnym generałem sztabu Frontu Zachodniego. W 1916 roku awansował na generała porucznika. Tymczasowo dowodził 5 Dywizją Piechoty. 
Na początku 1918 roku wstąpił do armii ukraińskiej. Od kwietnia tego roku pełnił funkcję szefa Sztabu Generalnego. W październiku tego roku został członkiem rady wojennej przy ministrze wojny. Od listopada znajdował się w rozporządzeniu ministra wojny. Od grudnia tymczasowo kierował kancelarią ministerstwa wojny, zaś pod koniec miesiąca został zastępcą kierownika kancelarii. W czerwcu 1919 roku w Tarnopolu wraz z częścią personelu ministerstwa wojny dostał się do polskiej niewoli. Po wypuszczeniu na wolność podczas wojny polsko-bolszewickiej 1920 roku pełnił funkcję szefa głównego zarządu mobilizacyjno-personalnego ministerstwa wojny Ukraińskiej Republiki Ludowej. Od grudnia tego roku był ministrem wojny URL. W styczniu 1921 roku został zwolniony z tej funkcji. Doszedł do stopnia generała pułkownika. 
Na emigracji mieszkał w Polsce. Od 1924 roku żył w majątku ziemskim we wsi Posicz w rejonie Stanisławowa, należącym do metropolity Andrija Szeptyckiego. Po ataku Armii Czerwonej na wschodnie tereny Polski 17 września 1939 roku został aresztowany przez NKWD. Osadzono go w więzieniu we Lwowie. W czerwcu 1941 roku został wywieziony w głąb ZSRR. Zmarł na zsyłce w Astrachaniu.